# Tajništvo Ujedinjenih naroda
Tajništvo Ujedinjenih naroda jedan je od šest glavnih organa Ujedinjenih naroda (UN) originalno predviđenih poveljom UN-a iz 1945. Sastoji se od glavnog tajnika i potrebnog osoblja. Glavnog tajnika, kao najvišeg administrativnog dužnosnika, imenuje Opća skupština na prijedlog Vijeća sigurnosti. Tajnik je obvezan Općoj skupštini podnositi godišnje izvješće o radu Ujedinjenih naroda.